# Blondie (pel·lícula)
Blondie és una pel·lícula de 1938 dirigida per Frank Strayer, basada en la historieta del mateix nom. El guió cinematogràfic va ser escrit per Chic Young i Richard Flournoy.
Va ser la primera de 28 pel·lícules basades en la historieta; Columbia Pictures les va produir de 1938 a 1943. Quan la sèrie Blondie s'acabava amb Beware el 1950, s'anunciava que es canviaria per una sèrie de Gasoline Alley. Tanmateix, només dues se’n van fer, Gasoline Alley (1951) and Corky of Gasoline Alley (1951).
Columbia va utilitzar la sèrie com un aparador de molts dels seus intèrprets de talent. Rita Hayworth es va presentar a Blondie on a Budget; Glenn Ford a Blondie Plays Cupid, Larry Parks i Janet Blair a Blondie Goes to College, Shemp Howard a Blondie Knows Best, i Adele Jergens a Blondie's Anniversary. Altres papers van ser per Bruce Bennett, Lloyd Bridges, Ann Doran, Stanley Brown, Richard Fiske, Bud Jamison, Eddie Laughton, John Tyrrell, Alyn Lockwood, Jimmy Lloyd, Gay Nelson, i Ross Ford.

## Repartiment
- Penic Singleton com Blondie Bumstead
- Arthur Lake com Dagwood Bumstead
- Larry Simms com Dagwood "Baby Dumpling" Bumstead Jr.
- Marjorie Kent, també coneguda com a Marjorie Ann Mutchie com Cookie Bumstead
- Gene Lockhart com Clarence Percival 'C.P.' Hazlip
- Jonathan Hale com J.C. Dithers
- Gordon Oliver com Chester Franey
- Danny Mummert com Alvin Fuddle
- Kathleen Lockhart com Mrs. Moliner (La mare de Blondie)
- Ann Doran com Elsie Hazlip
- Dorothy Moore com Dorothy 'Dot' Miller (La germana de Blondie)
- Eddie Acuff com Mr. Beasley

## Sèrie de pel·lícules Blondie
| - Blondie (1938) - Blondie Meets the Boss (1939) - Blondie Takes a Vacation (1939) - Blondie Brings Up Baby (1939) - Blondie on a Budget (1940) - Blondie Has Servant Trouble (1940) - Blondie Plays Cupid (1940) - Blondie Goes Latin (1941) - Blondie in Society (1941) - Blondie Goes to College (1942) - Blondie's Blessed Event (1942) - Blondie for Victory (1942) - It's a Great Life (1943) - Footlight Glamour (1943) | - Leave It to Blondie (1945) - Life with Blondie (1945) - Blondie's Lucky Day (1946) - Blondie Knows Best (1946) - Blondie's Big Moment (1947) - Blondie's Holiday (1947) - Blondie in the Dough (1947) - Blondie's Anniversary (1947) - Blondie's Reward (1948) - Blondie's Secret (1948) - Blondie's Big Deal (1949) - Blondie Hits the Jackpot (1949) - Blondie's Hero (1950) - Beware of Blondie (1950) |